# Wahine (schip, 1965)
De Wahine was een Nieuw-Zeelandse ferry van de Union Steamship Company die voer op de lijn Wellington op het Noordereiland en Lyttelton op het Zuidereiland.

## De ramp
Op 10 april 1968 voer het schip onder bevel van kapitein Galloway met 610 passagiers en 125 bemanningsleden aan boord richting Wellington. Het was ruwe zee met windstoten tot 192 km/u waardoor het schip rond 6h30 op de rotsen van de Barrett Reef liep. Het schip raakte los, maar door de grote schade maakte het water. Tijdens een poging het schip in de veiliger vaargeul Chaffers Passage te loodsen, liep het alweer op de rotsen.
Het schip maakte slagzij waardoor rond 13.30 bevel werd gegeven het schip te evacueren. Door de slagzij konden slechts de reddingsboten van de stuurboordzijde gebruikt worden. De ramp eiste meer dan 50 slachtoffers en vermisten. De Wahine werd gesleept en als schroot verkocht en in 1972 vervangen door een ander schip. De mensen hadden echter al andere en veiliger transportmiddelen gekozen waardoor de firma, opgericht in 1875, in 1974 failliet ging.